# 速記技能検定
速記技能検定（そっきぎのうけんてい）とは、公益社団法人日本速記協会が実施する速記の技能や知識を問う日本の検定試験。

## 概要
講演や会議、インタビューなどを記録する際に符号を使って書き留めて反訳して原稿を作成する「速記」の技能を測る検定試験である。
文部科学省が定めた速記技能審査基準に基づいて行われ、試験は公益社団法人日本速記協会によって実施される。
入門者向けの6級から、専門職として活躍できる1級まで、6つの級に分かれている。
用いる速記の方式は問わず、反訳原稿の正確性によって合否を決める。速記、反訳ともに機械の利用が認められている。ただし、録音や音声認識機能の使用はできない。
試験では、1級および2級では10分間、3級以下では5分間の朗読を速記し、その後反訳時間内に、配布される原稿用紙(機械反訳の場合は受験者のパソコン)に反訳する。反訳原稿は句読点、段落を適切につけ、日本速記協会発行の標準用字例に従った文字づかいで作成する。これらが適切に使えることは合否判定には考慮されないが、優秀賞等の表彰基準において考慮される。

## 受験資格
制限なし

## 検定級
- 1級 - アナウンサーがニュースを読む速度よりやや速め　
  - 試験内容 - 分速320字/朗読時間10分/総字数3200字/反訳時間130分
  - 合格基準 - 98％以上の正答率（許容失点64字以下）

- 2級 - すらすらとよどみなく朗読する速さ　
  - 試験内容 - 分速280字/朗読時間10分/総字数2800字/反訳時間130分
  - 合格基準 - 98％以上の正答率（許容失点56字以下）

- 3級 - 政治家が大声で街頭演説をするくらいの速さ
  - 試験内容 - 分速240字/朗読時間5分/総字数1200字/反訳時間60分
  - 合格基準 - 97％以上の正答率（許容失点36字以下）

- 4級 - 文節ごとに細かく息継ぎして読む速度
  - 試験内容 - 分速180字/朗読時間5分/総字数900字/反訳時間60分
  - 合格基準 - 97％以上の正答率（許容失点27字以下）

- 5級 - 文節ごとにポーズを入れて読む速度
  - 試験内容 - 分速120字/朗読時間5分/総字数600字/反訳時間60分
  - 合格基準 - 96％以上の正答率（許容失点24字以下）

- 6級 - 頑張れば普通の文字で書ける速さ
  - 試験内容 - 分速80字/朗読時間5分/総字数400字/反訳時間60分
  - 合格基準 - 96％以上の正答率（許容失点16字以下）

## 取得後の称号
1級・2級合格者はそれぞれ「1級速記士」、「2級速記士」と認定され、本人の申請により、日本速記協会より速記士証書と速記士証が交付される。

## 表彰
合格者のうち以下の基準を満たす者は、表彰状を授与されるとともに、日本速記協会の総会で表彰される。
- 文部科学大臣賞
  - 1級合格者で失点基準（0.5％、16字以内）を満たす者のうち、最も失点数が少ない者1名。

- 協会最優秀賞
  - 1級～3級合格者で下記の失点基準を満たす者のうち、文部科学大臣賞を除き、最も失点数が少ないこと。
    - 1級32字以内
    - 2級28字以内
    - 3級12字以内

- 協会優秀賞
  - 検定合格者のうち1級～5級は上位7名程度、6級は上位5名程度の者で、以下の失点基準を満たす者。
    - 1級 48字以内
    - 2級 42字以内
    - 3級 18字以内
    - 4級 13字以内
    - 5級 9字以内
    - 6級 無失点

- 協会特別賞
  - 審査委員会で特に表彰すべきと認めた者並びに特別優秀な合格者を出した団体。

- 協会奨励賞
  - 満14歳以下または満65歳以上の合格者。ただし、同級で1回限りとする。

## 実施日程・場所
- 日程は5月、8月、11月の最終日曜日（年3回）。
- 実施場所は、札幌、盛岡、長岡、東京、静岡、名古屋、大阪、佐賀、鹿児島、福岡など。会場は開催月により異なる[2]。

## 合格率
合格率はおおよそ、1級15%、2級20%、3級30%、4級40%～50%、5級55～65%、6級80～90%前後である。